# روسبورو (کارولینای شمالی)
روسبورو (به انگلیسی: Roseboro) شهری در ایالت کارولینای شمالی کشور ایالات متحده آمریکا است که جمعیت آن در سرشماری سال ۲۰۱۰ میلادی، ۱٬۱۹۱ نفر بوده‌است.